# Schwegenheim
Schwegenheim is een plaats in de Duitse deelstaat Rijnland-Palts, en maakt deel uit van de Landkreis Germersheim.
Schwegenheim telt 3.072 inwoners.

## Bestuur
De plaats is een Ortsgemeinde en maakt deel uit van de Verbandsgemeinde Lingenfeld.